# Dávid Imre (labdarúgó)
Dávid Imre (Gyula, 1949. február 19. –) labdarúgó, középpályás, edző, sportvezető. Fia Dávid Zsolt szintén labdarúgó, lánya Dávid Szilvia kézilabdázó, edző.

## Pályafutása
A Gyulai SE csapatában kezdte a labdarúgást. Már 15 évesen bemutatkozott a felnőtt csapatban. 1968 és 1972 között a Szegedi EOL játékosa volt. 1968. március 3-án mutatkozott be a Pécsi Dózsa ellen, ahol 1–1-es döntetlen született. 20 évesen a szegedi együttes csapatkapitánya lett. 1972 és 1975 között a Békéscsaba csapatában szerepelt. Tagja volt az első NB I-es békéscsabai együttesnek. 1975 és 1978 között visszatért nevelő egyesületéhez és itt fejezte be az aktív labdarúgást. Az élvonalban összesen 72 mérkőzésen szerepelt és két gólt szerzett.
Évekkel később edzőként kezdett dolgozni. Először a gyulai korosztályos csapatokat edzette, majd a Gyulai SE első csapatánál lett edző. Ezt követően dolgozott a Békéscsabai Előre ifjúsági és junior együtteseivel. Edzőként még tevékenykedett a Gyulavári és a Gyulai FC csapatainál. Ezt követően a gyulai kézilabdázásban vállalt sportvezető feladatokat több alkalommal.